# Villa Constitución
Villa Constitución è una città dell'Argentina, capoluogo del dipartimento di Constitución nella provincia di Santa Fe.